# Bashkia e Kavajës
Bashkia e Kavajës är en kommun i Albanien.   Den ligger i prefekturen Qarku i Tiranës, i den centrala delen av landet, 28 kilometer sydväst om huvudstaden Tirana.
```
Runt Bashkia e Kavajës är det tätbefolkat, med 
331
 invånare per kvadratkilometer.
[
2
]
```